# Infraroodcamera

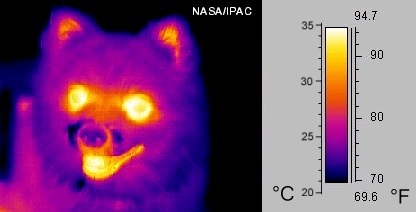
Infraroodopname van een hond

Een infraroodcamera of warmtebeeldcamera is een camera die beelden waarneemt in het infrarode deel van 
het elektromagnetisch spectrum. 
Dit kan een aantal voordelen hebben, bij landschapsfotografie kan men door lichte nevel heen fotograferen die bij de golflengten van zichtbaar licht ondoordringbaar lijkt; bij nog grotere golflengten kan men de uitgezonden warmtestraling van levende wezens en automotoren detecteren. Men kan ook 's nachts of in het duister fotograferen, eventueel met gebruik van een infrarode lichtbron, die een voor de camera wel, maar voor de ogen van gefotografeerden niet zichtbaar licht uitstraalt, zodat de gefotografeerde personen of dieren zich onbespied wanen. De infraroodcamera is daarom een van de toepassingen van nachtzichtapparatuur. Toepassingen zijn onder andere medisch, militair en astronomisch.
Beelden gemaakt met een infraroodcamera bevatten doorgaans een enkel kleurkanaal omdat de sensor verschillende infrarood golflengten niet kan onderscheiden. Soms worden infraroodbeelden bewerkt en ingekleurd. Deze "valse kleuren" dienen om het beeld te verduidelijken, maar de kleuren hebben niets met de werkelijkheid te maken.
Moderne digitale camera's maken gebruik van CCD-chips die behalve voor zichtbaar licht óók gevoelig zijn voor infrarood licht. Om die reden kunnen deze camera's soms infraroodbronnen zichtbaar maken. Hiervan kan gebruik worden gemaakt om de afstandsbediening van een televisie te testen. Duurdere camera's beschikken vaak over een filter die deze ongewenste straling uit het beeld filtert.